# تمسیرولیموس
تمسیرولیموس (به انگلیسی: Temsirolimus)، که با نام تجاری Torisel فروخته می‌شود، یک داروی داخل وریدی برای درمان سرطان سلول کلیوی (RCC) است که توسط شرکت دارویی وایت ساخته شده‌است. این دارو توسط سازمان غذا و داروی ایالات متحده (FDA) در می ۲۰۰۷، و همچنین توسط آژانس دارویی اروپا (EMA) در نوامبر ۲۰۰۷ مورد تأیید قرار گرفت. تمسیرولیموس یک مشتق و پیش‌دارو برای سیرولیموس محسوب می‌شود.

## پیوند بیرون
- "Temsirolimus". Drug Information Portal. U.S. National Library of Medicine.